# Ángel Camarillo
Pour les articles homonymes, voir Camarillo.
Camarillo  Llorens est un nom espagnol. Le premier nom de famille, en général paternel, est Camarillo ; le second, en général maternel, souvent omis, est Llorens.
Ángel Camarillo Llorens (né le 11 mars 1959 à Madrid) est un coureur cycliste espagnol, professionnel de 1981 à 1992. Il a remporté 14 victoires au cours de sa carrière dont deux étapes du Tour d'Espagne.

## Palmarès

### Palmarès amateur
- 1977
  - 2e du championnat d'Espagne sur route juniors
- 1978
  - Tour de Tolède
- 1980
  - Trophée Iberduero
  - Cinturón a Mallorca
  - 2e étape du Tour des régions italiennes
  - 3e du Trofeo del Ausente

### Palmarès professionnel
| - 1981 - 2e étape du Tour de Cantabrie - 5e étape du Tour de Castille - 3e du Circuit de Getxo - 1982 - 5e étape du Tour d'Espagne - 1984 - 3e du Tour de la Communauté valencienne - 1985 - 8e étape du Tour d'Espagne - 4e étape du Tour des Asturies - 3e du Tour des Asturies - 3e de la Hucha de Oro | - 1986 - 10eb étape du Tour de Colombir - GP Llodio - 2e étape du Tour de La Rioja - 1987 - Clásica de Sabiñánigo - 4ea étape du Tour de Galice - 1988 - 2e étape du Tour de Burgos - 2e du GP Navarra |  |

## Résultats sur les grands tours

### Tour de France
2 participations
- 1986 : hors-délais (18e étape)
- 1988 : 116e

### Tour d'Italie
6 participations
- 1982 : 64e
- 1983 : 92e
- 1984 : 85e
- 1985 : 25e
- 1990 : 43e
- 1991 : abandon

### Tour d'Espagne
10 participations
- 1981 : 29e
- 1982 : 33e, vainqueur de la 5e étape
- 1983 : 51e
- 1984 : abandon (17e étape)
- 1985 : 50e, vainqueur de la 8e étape
- 1986 : 46e
- 1987 : 80e
- 1990 : 63e
- 1991 : abandon (15e étape)
- 1992 : 57e